# Lista de ministros da Secretaria de Estado dos Negócios Eclesiásticos e de Justiça de Portugal
Ministros da Justiça de 1821 a 1940
| Nome do Ministro                               | Data em que desempenhou o cargo                                                                                    |
| ---------------------------------------------- | --- |
| José da Silva Carvalho                         | 7 de Setembro de 1821 a 26 de Maio de 1823                                                                         |
| José António Guerreiro                         | 30 de Maio a 1 de Junho de 1823                                                                                    |
| Manuel Marinho Falcão de Castro                | 1 de Março a 19 de Março de 1824                                                                                   |
| D. Frei Patrício da Silva                      | 11 de Maio de 1824 a 15 de Janeiro de 1825                                                                         |
| Fernando Luís Pereira de Sousa Barradas        | 15 de Janeiro de 1825 a 1 de Agosto de 1926 e, provisoriamente, até 14 de Agosto de 1826                           |
| Pedro de Melo Breyner                          | 1 de Agosto de 1826 (ausente)                                                                                      |
| Francisco Fragoso de Aragão Morato (interino)  | 14 de Agosto a 15 de Agosto de 1826                                                                                |
| José António Guerreiro (interino)              | 15 de Agosto a 13 de Outubro de 1826                                                                               |
| Carlos Honório de Gouveia Durão (interino)     | 13 de Outubro a 14 de Novembro de 1826.                                                                            |
| Pedro de Melo Breney                           | assumiu a 14 de Novembro a 16 de Dezembro de 1826                                                                  |
| Luís Manuel de Moura Cabral                    | nomeado a 16 de Dezembro de 1826                                                                                   |
| D. Francisco Alexandre Lobo (interino)         | de 16 de Dezembro a 19 de Dezembro de 1826.                                                                        |
| Luís Manuel de Moura Cabral                    | assumiu a 19 de Dezembro de 1826 a 8 de Junho de 1827                                                              |
| D. Bernardo António de Figueiredo              | 8 de Junho a 18 de Agosto de 1827                                                                                  |
| Manuel António de Carvalho (interino)          | 14 de Agosto a 7 de Setembro de 1827                                                                               |
| José Freire de Andrade                         | 7 de Setembro de 1827 a 26 de Fevereiro de 1828                                                                    |
| Luís de Paula Furtado de Mendonça              | 26 de Fevereiro de 1828 a 11 de Abril de 1929 (reintegrado pelo Decreto-Lei de 27 de Junho de 1831, como interino) |
| João de Matos Vasconcelos Barbosa de Magalhães | 11 de Abril de 1829 a 27 de Junho de 1831                                                                          |
| Luís da Silva Mouzinho de Albuquerque          | 15 de Março de 1830 a 2 de Julho de 1831                                                                           |
| António César de Vasconcelos Correia           | 14 de Janeiro a 2 de Agosto de 1831 durante o impedimento do anterior                                              |
| José António Ferreira Braklamy                 | 2 de Julho a 10 de Outubro de 1831                                                                                 |
| José Dionísio da Serra                         | 10 de Outubro de 1831 a 3 de Março de 1832                                                                         |
| José Xavier Mouzinho da Silveira (interino)    | 3 de Março a 3 de Dezembro de 1832                                                                                 |
| Joaquim António de Magalhães                   | 3 de Dezembro de 1832 a 21 de Abril de 1833                                                                        |
| José da Silva Carvalho (interino)              | 21 de Abril de 1833 a 23 de Abril de 1834                                                                          |
| Joaquim António da Aguiar                      | 23 de Abril a 24 de Setembro de 1834                                                                               |
| António Barreto Ferraz de Vasconcelos          | 24 de Setembro de 1834 a 28 de Abril de 1835                                                                       |
| Manuel Duarte Leitão                           | 28 de Abril a 27 de Maio de 1835                                                                                   |
| Manuel António de Carvalho                     | 27 de Maio a 15 de Julho de 1835                                                                                   |